# ادسیو
ادسیو (انگلیسی: Adésio; ۱۲ ژانویهٔ ۱۹۳۳ – ۲ ژوئیهٔ ۲۰۰۹) بازیکن فوتبال اهل برزیل بود.
از باشگاه‌هایی که در آن بازی کرده‌است می‌توان به باشگاه ورزشی واسکو دوگاما اشاره کرد.